# Ivalojoki
Ivalojoki (v inarijské sámštině Avveeljuuhâ a v severní sámštině Avvijohka) je řeka v severním Finsku. Měří 180 km a je desátou nejdelší finskou řekou, její povodí má rozlohu 3884 km² a na svém toku překonává převýšení 181 m. Pramení pod horou Peltotunturi na území správní oblasti Enontekiö, teče východním směrem a nedaleko městečka Ivalo se vlévá do třetího největšího finského jezera Inari.
Na horním toku řeky se nachází národní park Lemmenjoki. Nejvýznamnějším přítokem je Sotajoki. V období tání ledu se v povodí Ivalojoki objevují časté povodně.
Řeka je lemována smrkovými a březovými lesy s bohatstvím hub, její peřeje mají obtížnost WWII a jsou v létě vyhledávány kanoisty a raftaři, v zimě se po zamrzlé hladině jezdí na sněžných skútrech. Rybáři zde loví štiky, pstruhy a lipany. Technickou pozoruhodností je most ve vesnici Kultala.
Ivalojoki je zlatonosnou řekou. V sedmdesátých letech 19. století, kdy Laponsko ještě patřilo carskému Rusku, v oblasti vypukla zlatá horečka. K dalšímu, i když ne tak rozsáhlému přílivu prospektorů došlo po roce 1934 a trval až do padesátých let 20. století.